# Lepanthes hubeinii
Lepanthes hubeinii är en orkidéart som beskrevs av Carlyle August Luer. Lepanthes hubeinii ingår i släktet Lepanthes och familjen orkidéer.
Artens utbredningsområde är Colombia. Inga underarter finns listade i Catalogue of Life.